# イジー・ソスナ
イジー・ソスナ（Jirí Sosna　1960年1月19日- ）は旧チェコスロバキアの柔道選手。南ボヘミア州出身。階級は95kg級。身長178cm。

## 人物
1983年のドイツ国際95kg級で3位になった。1984年のロサンゼルスオリンピックはチェコスロバキアがボイコットしたために出場できなかった。1985年の世界選手権では5位になった。1986年のヨーロッパ選手権とグッドウィルゲームズでは3位になった。1988年のヨーロッパ選手権では優勝するも、ソウルオリンピックでは5位だった。1989年のヨーロッパ選手権では2連覇を果たすも、世界選手権では5位に終わった。1991年の世界選手権では31歳にしてようやく銅メダルを獲得した。バルセロナオリンピックでは2回戦で敗れた。

## 主な戦績
- 1983年 - ドイツ国際　3位
- 1985年 - チェコ国際　優勝
- 1985年 - ポーランド国際　優勝
- 1985年 - 世界選手権　5位
- 1986年 - ヨーロッパ選手権　3位
- 1986年 - グッドウィルゲームズ　3位
- 1987年 - 正力国際　3位
- 1988年 - ヨーロッパ選手権　優勝
- 1988年 - ソウルオリンピック　5位
- 1989年 - チェコ国際　優勝
- 1988年 - ヨーロッパ選手権　優勝
- 1989年 - ポーランド国際　優勝
- 1989年 - 世界選手権　5位
- 1990年 - フランス国際　3位
- 1990年 - ドイツ国際　2位
- 1991年 - 世界選手権　3位